# Плужное (Хмельницкая область)
Плужное (укр. Плужне) — село в Шепетовском районе Хмельницкой области Украины.
Расположено на западе района, на расстоянии 24 км от Изяслава.

## История
Под 1614 годом Плужное упоминается в Острожском летописце.
В XIX — начале XX века Плужное было центром волости Острожского уезда Волынской губернии.
В 1923—1959 годах Плужное попеременно было центром Плужненского района.
После начала Великой Отечественной войны райцентр был оккупирован наступавшими немецкими войсками, здесь был размещён немецко-полицейский гарнизон. 5 января 1944 года советские партизаны заняли райцентр.

## Население
- в 1931 году — 755 дворов;
- в 1972 году — 4009 человек;
- в 1978 году — 5600 человек;[2]
- в 2001 году — 3502 человека;
- в 2010 году — 3298 человек.

## Образование
- ООШ І—ІІІ степеней, гимназия им. Р. И. Бортника [3]
- ООШ І—ІІ степеней
- ООШ I степени
- Плужненская санаторная школа-интернат І—ІІ степеней
- Плужненский профессиональный аграрный лицей [4]
- Плужненское дошкольное учебное заведение (ясли-сад)
- Детская школа искусств

## Местная власть
Орган местного самоуправления — Плужненская сельская община, которой, кроме Плужного, подчинены ещё 23 села.

## Персоналии
Известные личности, родившиеся, посещавшие или жившие в этом селе:
- Бортник Роман Иосифович (1908—1945) — Герой Советского Союза, полковник, командир полка 274 стрелковой дивизии.
- Майборский Владимир Петрович (1911—1987) — Герой Советского Союза, рядовой 24-й Железной дивизии, 7-го стрелкового полка. Повторил подвиг Александра Панкратова —  Александра Матросова и остался жив.
- Наполеон Орда (1807—1883) — польский литератор, композитор, музыкант, художник.
- Валерий Валентинович Никитин (род. 1940) — марийский археолог.
- Омельчук Григорий Куприянович (1920—1983) — Герой Советского Союза, капитан, командир батальона, 1317-го стрелкового полка (укр.)
- Тимощук Дмитрий Иванович (1919—2001) — Герой Советского Союза, старшина, командир отделения телефонной связи 108-й отдельной роты 213-й дивизии. (укр.)

## Галерея

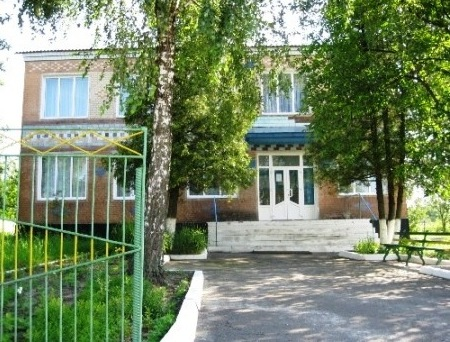
Администрация
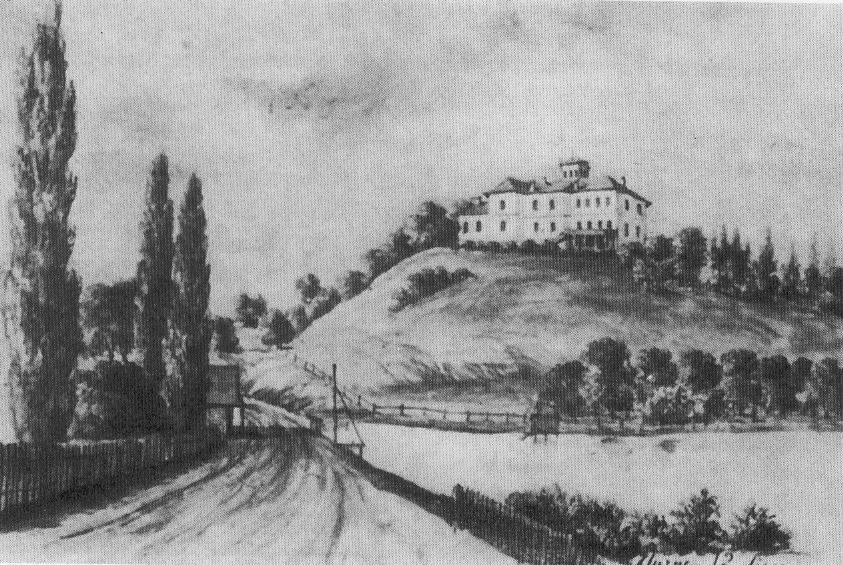
Наполеон Орда. Дворец Яблоновских
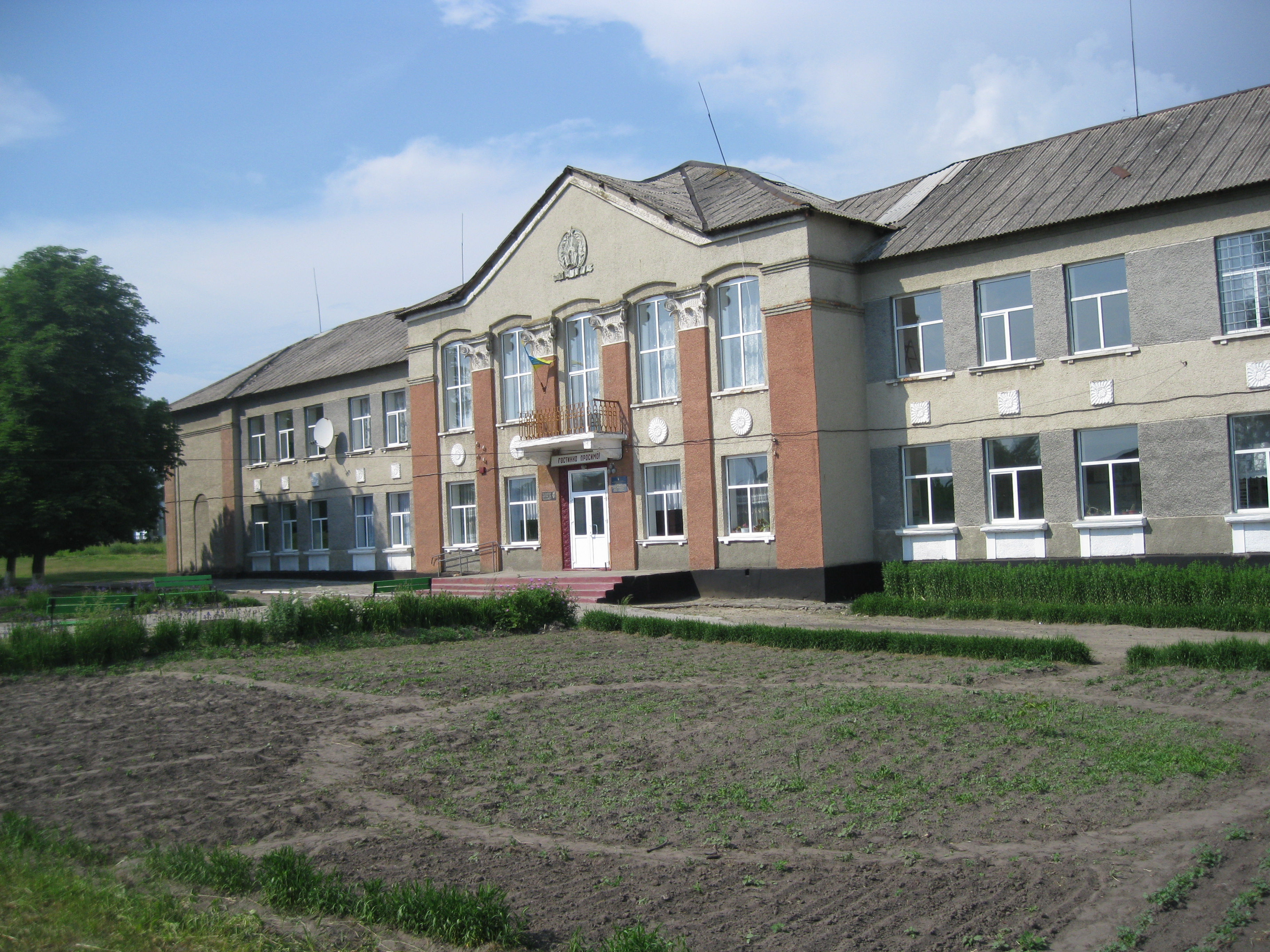
Гимназия
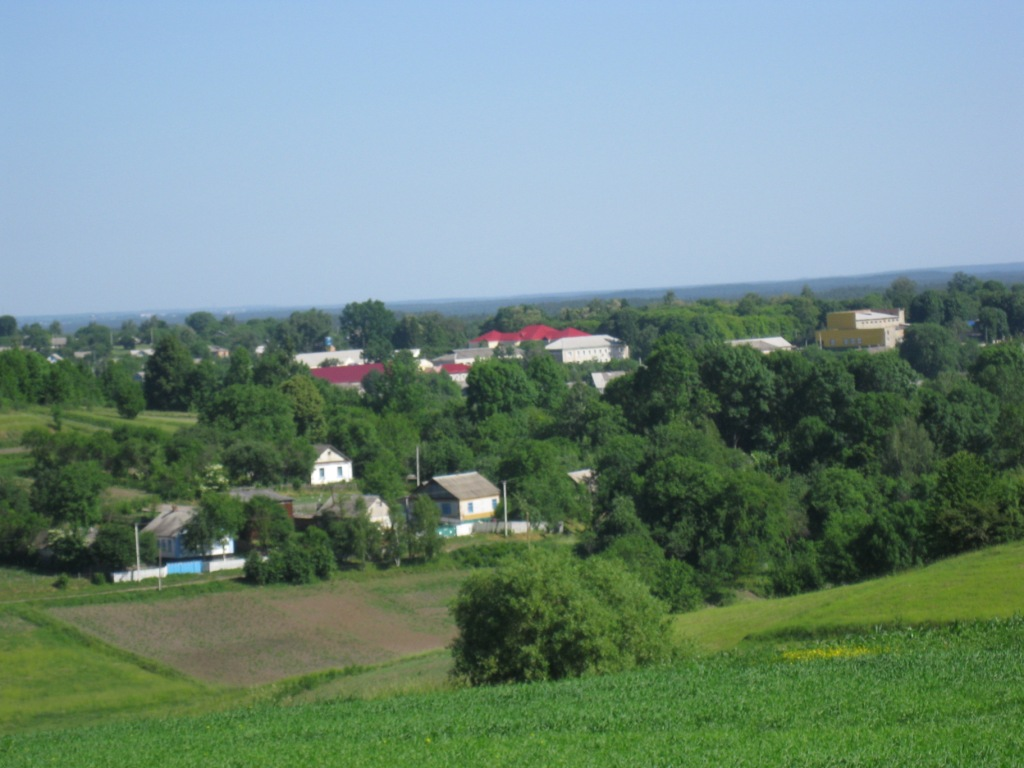
Вид на село